# 제주우편집중국
제주우편집중국(濟州郵便集中局)은 우편물 자동 구분 처리 및 우편물 배달 업무를 담당하는 제주지방우정청 소속 우편집중국이다. 제주특별자치도 제주시 1100로 3307에 있다.

## 기본 정보
- 주소: 제주특별자치도 제주시 1100로 3307
- 우편번호: 63087

## 관할구역
- 제주특별자치도 제주시·서귀포시 일원

## 연혁
- 1999.10.11 개국 준비반 운영
- 2000.04.22 개국(4과 5계)
- 2003.06.02 소포물류센터 운영국을 제주우체국으로 이관
- 2005.01.17 소포 배달 업무 인수
- 2009.12.01 우편창구업무를 제주우체국으로 이관
- 2014.07.01 편제 변경(3과 1실)
- 2015.07.20 제주화북동우편집배센터 개국

## 조직
- 물류총괄과
- 집배과
- 지원기술과
- 노무지원실